# Heliophanus dubius
Heliophanus dubius este o specie de păianjeni din genul Heliophanus, familia Salticidae, descrisă de Koch C.L., 1835. Conform Catalogue of Life specia Heliophanus dubius nu are subspecii cunoscute.